# Citibank România
Citibank România (oficial Citibank Europe Plc, Dublin - Sucursala România) este o sucursală a Citibank Europe plc., parte a Citigroup. Înființată în 1996, Citibank furnizează produse și servicii financiare companiilor, instituțiilor financiare, sectorului public și organizațiilor non-profit.
În 2013, Citibank România a vândut portofoliul de 100.000 de clienți din segmentul retail și angajații diviziei de retail către Raiffeisen Bank România. Tranzacția a inclus active de 460 milioane lei și depozite de 770 milioane lei. Tranzacția a fost parte a unei strategii mai largi a grupului Citigroup de a reduce cheltuielile și de a se concentra pe segmentul corporate.

## Conducere
| Nume                     | Funcție                                                                 |
| ------------------------ | ----------------------------------------------------------------------- |
| Samir Karia              | Director General                                                        |
| Liliana Avram            | Director Resurse Umane                                                  |
| Jan Firda                | Director Citi Commercial Bank                                           |
| Nicoleta Forfota         | Director Corporate Bank                                                 |
| Alexandra Oniceanu-Becut | Director Comunicare                                                     |
| Gabriela Petrache        | Director Operațiuni și Tehnologie                                       |
| Cristian Agalopol        | Director Departament Clienți Custodie                                   |
| Marian Cacaliceanu       | Director Departament Juridic                                            |
| Alina Golat              | Director Departament Control Risc                                       |
| Flaviu Otel              | Director Departament Conformitate                                       |
| Mihaela Peneș            | Director Departament Trezorerie                                         |
| Svetoslav Pintev         | Director Departament Gestionarea Lichidităților și Finanțări Comerciale |
| Bogdan Tasulea           | Director Departament Audit                                              |
| Monica Albu              | Manager Departament Risc Operațional                                    |